# Bảo tàng Vùng quê Radom ở Radom
Bảo tàng Vùng quê Radom ở Radom (tiếng Ba Lan: Muzeum Wsi Radomskiej w Radomiu) là một bảo tàng ngoài trời tọa lạc tại số 30 phố Szydłowiecka, Radom, Ba Lan. Bảo tàng nằm trong thung lũng Mleczna, một khu vực đẹp như tranh vẽ ở vùng ngoại ô phía tây nam của thành phố.

## Triển lãm
Bảo tàng được thành lập vào năm 1977. Hoạt động của bảo tàng tập trung vào việc giới thiệu văn hóa và kiến trúc của vùng Radom bằng cách tập trung lại một chỗ các di tích kiến trúc dân gian và nhà ở của những cư dân giàu có trước đây. Hơn 60 hiện vật kiến trúc dân gian được sưu tầm và triển lãm trên diện tích 32 ha, phần lớn trong số đó được xây dựng bằng gỗ, và có cả những tòa nhà được phục dựng gần đây. Bảo tàng ngoài trời cũng tổ chức nhiều sự kiện đa dạng, chẳng hạn như Lễ hội bánh mì, Lễ hội khoai tây hay các buổi tái hiện lịch sử.
Ngoài ra, bảo tàng còn tổ chức triển lãm về nghề nuôi ong và công nghệ nông nghiệp tự động. Trong khuôn viên của bảo tàng có một con đường mòn tự nhiên chạy dọc theo những cây cầu. Bảo tàng cũng có một tòa tháp quan sát.